# (37041) 2000 UZ22
2000 UZ22 (asteroide 37041) é um asteroide da cintura principal. Possui uma excentricidade de 0.06927850 e uma inclinação de 4.29798º.
Este asteroide foi descoberto no dia 24 de outubro de 2000 por LINEAR em Socorro.